# Boško Stanisavljević
Boško Stanisavljević, hrvaški častnik, elektrostrojni inženir in konstruktor, * 26. december 1902, † ?.

## Življenjepis
Stanisavljević je najbolj poznan kot konstruktor:
- poljskega topa 76 mm M.48 B-1;
- havbice 105 mm M.56;
- univerzalnega metalca 120 mm M.52.